# Имрул Кајс
Имрул Кајс (арап. امْرُؤُ الْقَيْسِ ابْنُ حُجْرِ الْكِنْدِيِّ; Наџр, око 525 - Анкара, између 561. и 565.) био је арапски принц и највећи преисламски песник арапског света. Познат је и под надимком Краљ(евић) луталица, јер га је отац протерао са двора због писања поезије, те је провео живот лутајући по пустињама Арабије, уживајући у лову, пићу и љубавним згодама. Након што је чуо за очеву погибију, основао је савез са још два племена не би ли се осветио убицама. Иако је успео да освети породицу, није успео да се домогне престола. Имрул Кајс се обратио за помоћ византијском цару Јустинијану I, који му је наизглед обећао да ће му помоћи. Међутим, убрзо је умро у данашњој Анкари од кожне болести, коју је наводно добио носећи отровану кошуљу, поклон цара Јустинијана. Биографија Имрула Кајса је тешко раздвојива од легенди које су исприповдане о њему.
У историју арапске и светске књижевности Кајс је ушао касидом „Станите да плачемо”. Она започиње љубавним уводом у којем се лирски субјект, наишавши на остатке напуштеног насеља, присећа девојака које је волео, потом се описује коњ којим песник јаше кроз пустињу, да би се завршила величанственим описом пустињске олује. „Станите да плачемо” је једна од Мулалаки, то јест, једна од седам песама које су Арабљани славили као највећа остварења преисламске поезије. Еротски мотиви, дескрипција пустиње и метричка форма ове касиде снажно је утицала на потоњу песничку традицију. Средњовековни арапски филолози су сачинили најмање три антологије (дивана) Кајсових песама. Оне обједињују 68 остварења, али је Кајсово ауторство над великим бројем песама спорно.

## Биографија

### Младост
Нема прецизних података о томе када је Имрул Кајс рођен. Претпоставља се да је рођен око 525. Био је најмлађи син краља Хуџре, владара племена Бени Есад. Почео је рано да ствара стихове, што је наишло на неодобравање његовог оца, који је сматрао да песнички позив није за принца. Ал-Тахир Ахмад Маки објашњава да је међу северним племенима, свако племе имало свог владара и свог песника, и да је једна особа ретко обављала оба занимања. Постоји више извора која доносе различите верзије разлога раскола између оца и сина. По једнима сукоб је настао због Имрус Кајсове склоности ка алкохолу и женама. Други сведоче да је то било због пордичног скандала, који је избио зато што је принц ступио у тајне односе са својом рођаком, иако га је њена породица одбила као просца. Трећи извори сведоче да је разлог раскола лежао у Кајсовим сочним стиховима о очевим женама и конкубинама. Било који разлог да се прихвати као истинит, већина извора се слаже са тиме да је владар протерао сина из земље. Заједно са својим пријатељима и другим побуњеницима Кајс је лутао пустињама, уживајући у вину, женама и стварајући поезију. Извори помињу велики број Кајсових жена и љубавница. Велики број је опевао и у својој поезији, у којој је славио њихову грациозност, корио их због окрутности и ламентирао над њиховим одсуством.

### Освета убицама оца
Вест о томе да су му убили оца, Имрула Кајса затиче у Демуну у Јемену. По легенди, у том тренутку је играо тавле. Он није дозволио саиграчу да прекине партију због доласка гласника, и, по њеном завршетку, саиграчу је објаснио да није хтео да му ускрати добијену партију. Поводом очеве смрти изрекао је: „Упропастио ми је младост, а у старости ми је натоварио на врат терет освете. Данас се не трезним, од сутра се не опијам”. Затим је додао: „Данас вино, сутра дело”. Наводно је пио седам дана, а након тога се зарекао да неће јести месо, пити вино, општити са женама, мазати се мастима, нити прати главу док не освети оца. Такође, једини је од своје браће који је преузео одговорност да се освети.
По једној причи, из племена Асад су му послали гласнике са понудом да бира између три могућности освете: да убије једног племића из њиховог племена не би ли изједначио очеву смрт, да прихвати одштету у виду хиљаду камила и оваца, или да заратује са њима. Имрус Кајс се одлучио за трећу. Племена Бакр и Таглиб су му приступила у помоћ. Савезници су се повукли оног тренутка, када су закључили да је довољно војника из Асад племена побијено и да је тиме освета задовољена.

### Покушај повратка на престо и смрт
Иако се осветио убицама, Имрул Кајс није успео да поврати и престо. Напуштен од савезника, тражио је помоћ од византијског цара Јустинијана I, који му је у први мах обећао помоћ. Међутим, император се предомислио. Извори говоре о два разлога Јустинијаног одустајања. Први да су га саветници посаветовали да одустане од помоћи, док други, романтичнији, да је Јустинијан сазнао да је Кајс ступио у везу са неком од дворских дама са његовог двора.
Враћајући се из Константинопоља Кајс се разболео у близини данашње Анкаре. По легенди разболео се од отровне кошуље коју му је из освете послао цар Јустинијан. Од брзоделајућег отрова отпала му је кожа и отвориле ране. Од тога и умире, а сапутници га сахрањују на гори Асиб. Већина мопдерних историчара одбацују као неистиниту причу о царевој кошуљи, истичући да је разлог његове смрт вероватно била хронична болест коже, коју је и споменуо у једној својој песми.

## Религија
Пошто је живео пре појаве ислама, било је више покушаја да се одреди којој је религији Кајс припадао. Обично се претпоставља да је био паганин. Са друге стране, постоје и они који претпостављају да је био хришћанин. Језуитски мисионар Louis Cheikho је око 1898, у поезији Имрула Кајса пронашао низ референци хришћанске симболике и веровања, као и неколико арапских речи које означавају једног Бога, што указује на Кајсов монотеизам. Други историчари ове хришћанске референце објашњавају присуством манастира и мисионара на северној граници Арапског полуострва, те да су многи Арабљани били под утицајем хришћанског учења, иако нису никада званично у њега и прешли. Такође, присуство монотеистичких трагова може да има своје корене у јудаизму, пошто су Арапи и Јевреји у то време имали блиске контакте, али и да је реч Алах, у време пре појаве ислама, могла да означава не само једног јединственог Бога, већ врховног паганског бога који је изнад других богова. Имрул Кајс је довођен у везу и са Ханифизмом, као и са Маздакизмом.